# Bạch tuộc thông thường
Bạch tuộc thông thường (danh pháp hai phần: Octopus vulgaris) là một loài bạch tuộc, đây là loài bạch tuộc được nghiên cứu nhiều nhất. Loài này có phạm vi phân bố ở Đông Đại Tây Dương kéo dài từ biển Địa Trung Hải và bờ biển phía nam của nước Anh ít nhất là Senegal ở châu Phi. Nó cũng hiện diện ở Azores, quần đảo Canary, và quần đảo Cabo Verde. Loài này cũng phổ biến ở Tây Đại Tây Dương. 
Bạch tuộc thông thường dài có lớp áo dài đến 25 cm với cánh tay dài 1m. Bạch tuộc thông thường bị đánh bắt bằng lưới cào đáy trên một quy mô lớn ngoài khơi bờ biển phía tây bắc của châu Phi. Hơn 20.000 tấn được thu hoạch hàng năm. 

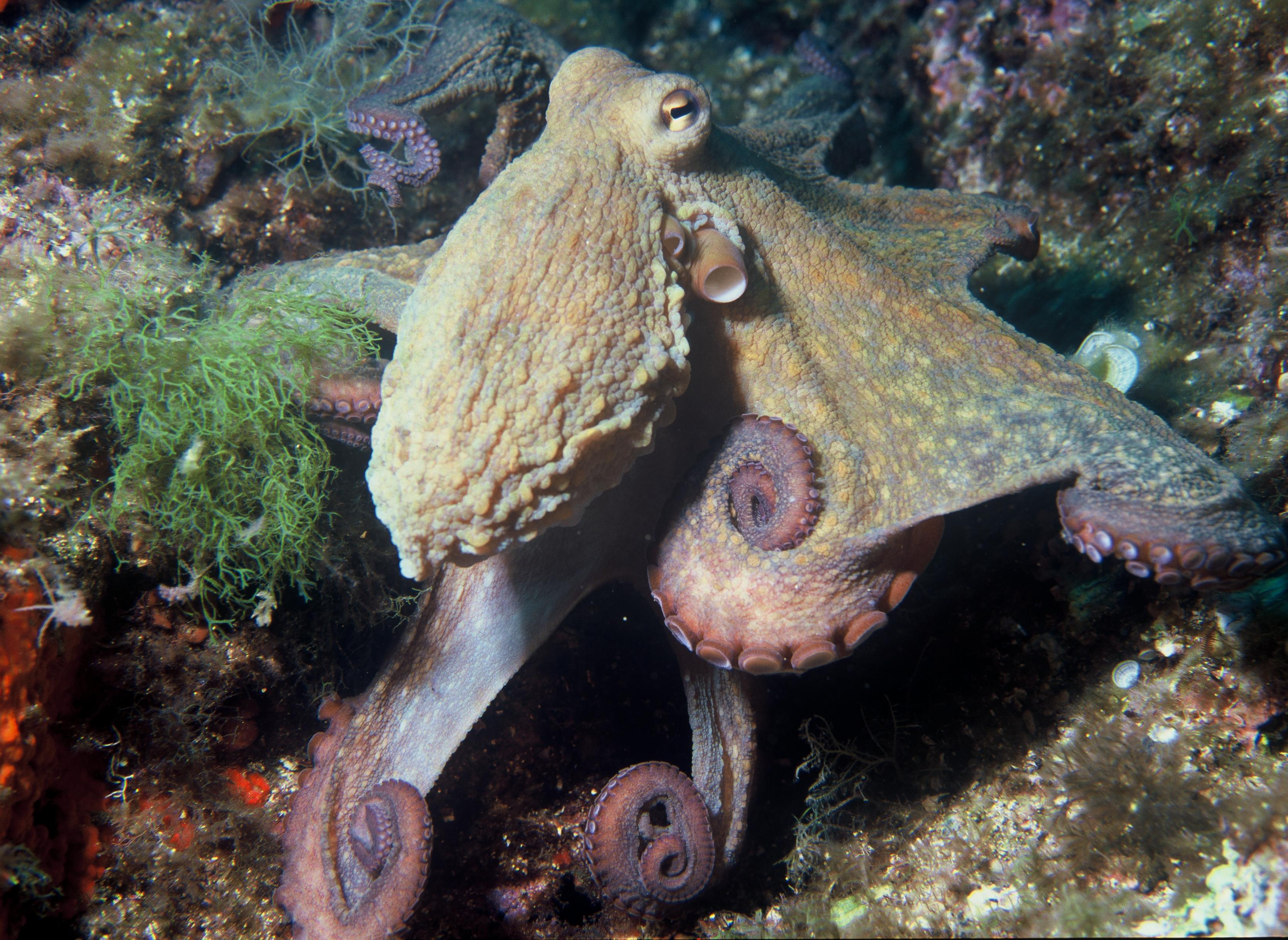
Bạch tuộc thông thường từ Địa Trung Hải

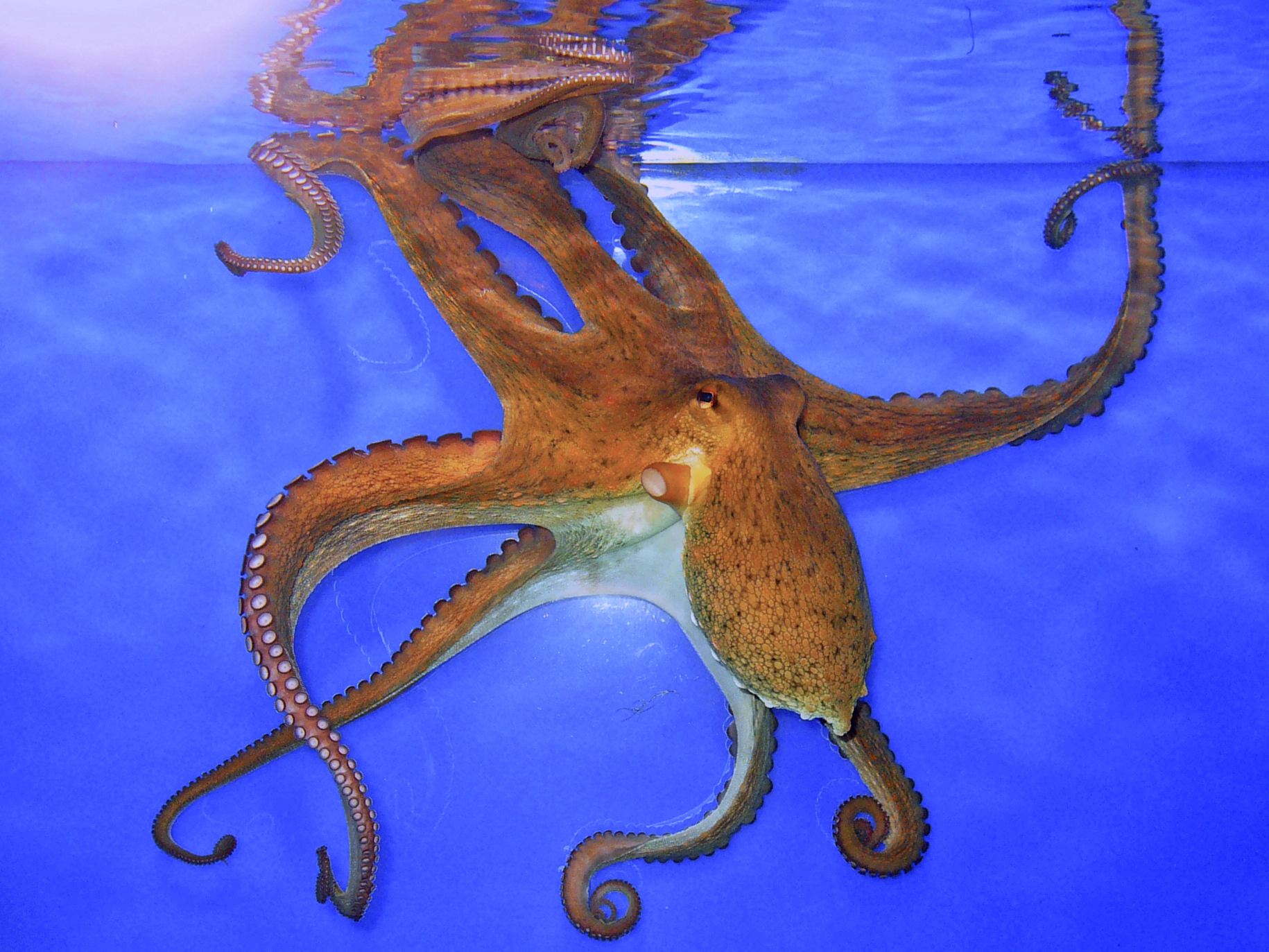
Bạch tuộc thông thường; Staatliches Museum für Naturkunde Karlsruhe, Đức.

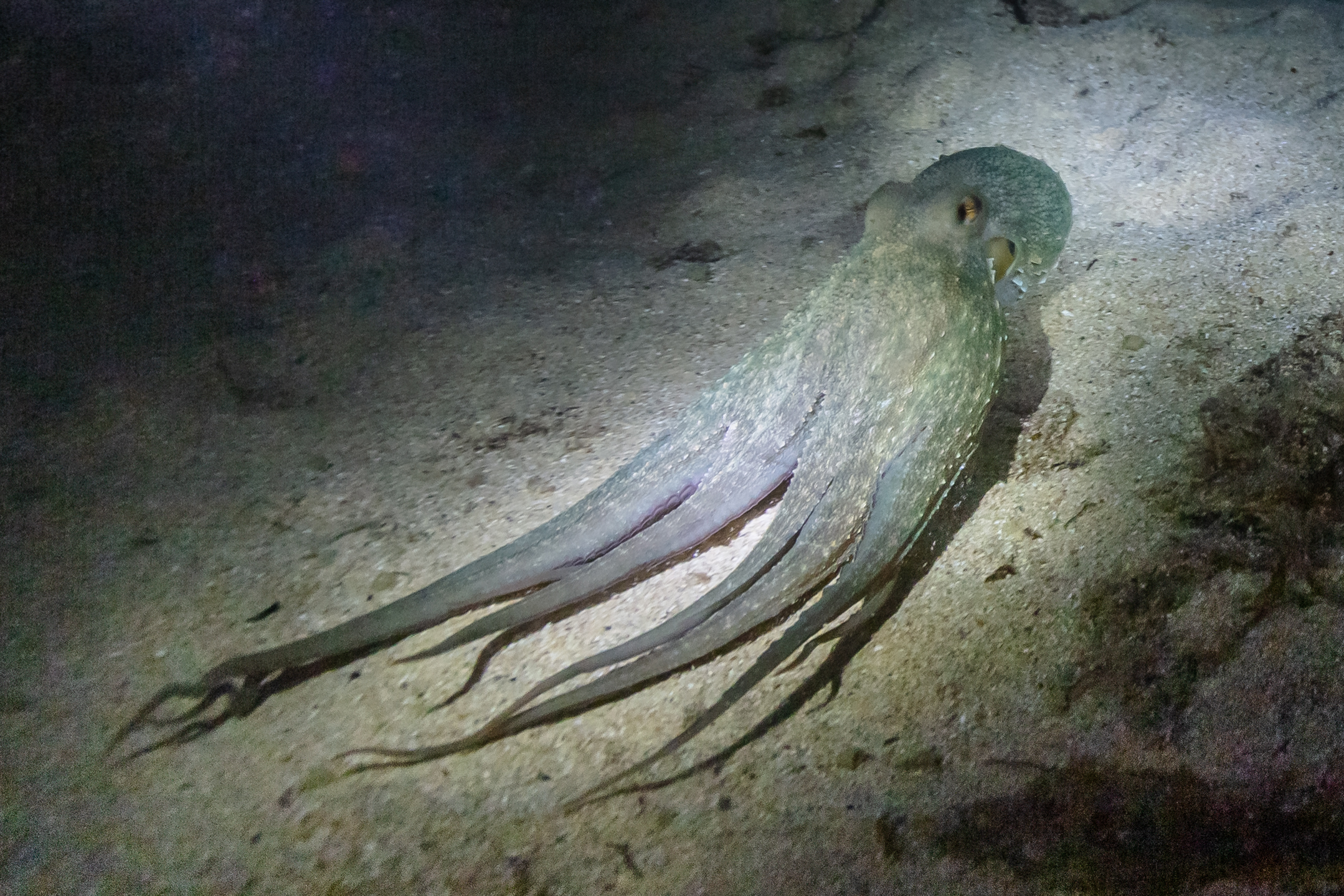
Bạch tuộc thông thường của Malta

Bạch tuộc thường săn mồi vào lúc hoàng hôn. Cua, tôm càng, và các động vật thân mềm hai mảnh vỏ (động vật thân mềm hai vỏ như sò) được ưa thích, mặc dù bạch tuộc cũng ăn hầu như bất cứ loài mồi gì nó có thể bắt. Nó có thể thay đổi màu sắc để phù hợp với môi trường xung quanh của nó, và có thể nhảy khi có con mồi không thận trọng mà đi lạc trên đường đi của nó. Con mồi bị tê liệt bởi một chất độc thần kinh do loài bạch tuộc này tiết ra, bạch tuộc có thể nắm bắt con mồi của nó bằng cách sử dụng cánh tay mạnh mẽ của nó với hai hàng giác hút. Nếu nạn nhân là một động vật thân mềm có vỏ, bạch tuộc sử dụng cái mỏ của nó ra một cái lỗ trong vỏ trước khi hút thịt ra.
Thí nghiệm huấn luyện đã chỉ ra rằng bạch tuộc thông thường có thể phân biệt độ sáng, kích thước, hình dạng, và định hướng nằm ngang hoặc thẳng đứng của các đồ vật. Chúng có đủ trí thông minh để tìm hiểu làm thế nào để tháo ốc nơi một cái lọ và biết bẫy tôm hùm.